# Liste de glaciers de l'Alaska
Il y a environ 664 glaciers dans l'État de l'Alaska aux États-Unis. Cette liste incomplète en présente quelques-uns par ordre alphabétique.
|                       | Illustration | Localisation        | Géolocalisation               |
| Glacier Agassiz       |              | Chaîne Saint-Élie   | 60° 10′ 49″ N, 140° 48′ 00″ O |
| Glacier Aialik        |              | Montagnes Chugach   | 58° 58′ 05″ N, 149° 47′ 59″ O |
| Glacier Alsek         |              | Chaîne Saint-Élie   | 59° 11′ 50″ N, 138° 03′ 01″ O |
| Glacier Aurora        |              | Chaîne Saint-Élie   | 58° 39′ 58″ N, 136° 42′ 12″ O |
| Glacier Bacon         |              | Chaîne Côtière      | 58° 38′ 59″ N, 133° 48′ 29″ O |
| Glacier Barnard       |              | Chaîne Saint-Élie   | 61° 09′ 54″ N, 141° 34′ 00″ O |
| Glacier Bering        |              | Montagnes Chugach   | 60° 18′ 00″ N, 143° 25′ 00″ O |
| Glacier Brady         |              | Chaîne Saint-Élie   | 58° 24′ 52″ N, 136° 47′ 02″ O |
| Glacier Byron         |              | Montagnes Kenai     | 60° 45′ 03″ N, 148° 51′ 26″ O |
| Glacier Caldwell      |              | Chaîne d'Alaska     | 62° 23′ 36″ N, 152° 39′ 51″ O |
| Glacier Carroll       |              | Chaîne Saint-Élie   | 59° 05′ 03″ N, 136° 38′ 42″ O |
| Glacier Chenega       |              | Montagnes Chugach   | 60° 14′ 40″ N, 148° 28′ 24″ O |
| Glacier Clark         |              | Chaîne Saint-Élie   | 58° 48′ 51″ N, 137° 06′ 28″ O |
| Glacier Columbia      |              | Montagnes Chugach   | 61° 13′ 11″ N, 146° 53′ 43″ O |
| Glacier Davidson      |              | Chaîne Saint-Élie   | 59° 04′ 54″ N, 135° 28′ 21″ O |
| Glacier Exit          |              | Montagnes Kenai     | 60° 10′ 42″ N, 149° 38′ 58″ O |
| Glacier Fairweather   |              | Chaînon Fairweather | 58° 50′ 33″ N, 137° 36′ 54″ O |
| Glacier Grand Pacific |              | Chaîne Saint-Élie   | 59° 11′ 00″ N, 137° 18′ 00″ O |
| Glacier Grewingk      |              | Chaîne Saint-Élie   | 59° 34′ 51″ N, 150° 57′ 01″ O |
| Glacier Guyot         |              | Montagnes Chugach   | 60° 10′ 33″ N, 141° 39′ 08″ O |
| Glacier Harper        |              | Chaîne d'Alaska     | 63° 05′ 13″ N, 150° 58′ 38″ O |
| Glacier Harvard       |              | Montagnes Chugach   | 61° 23′ 20″ N, 147° 26′ 11″ O |
| Glacier Hawkins       |              | Chaîne Saint-Élie   | 61° 13′ 59″ N, 141° 53′ 37″ O |
| Glacier Holgate       |              | Montagnes Chugach   | 59° 51′ 51″ N, 149° 55′ 02″ O |
| Glacier Hubbard       |              | Chaîne Saint-Élie   | 60° 18′ 50″ N, 139° 22′ 15″ O |
| Glacier Johns Hopkins |              | Chaîne Saint-Élie   | 58° 48′ 24″ N, 137° 15′ 01″ O |
| Glacier Kahiltna      |              | Chaîne d'Alaska     | 62° 45′ 57″ N, 151° 18′ 12″ O |
| Glacier Kanikula      |              | Chaîne d'Alaska     | 62° 44′ 39″ N, 151° 01′ 11″ O |
| Glacier Kennicott     |              | Montagnes Wrangell  | 61° 36′ 01″ N, 143° 04′ 11″ O |
| Glacier Knik          |              | Montagnes Chugach   | 61° 22′ 03″ N, 148° 17′ 55″ O |
| Glacier Lamplugh      |              | Chaîne Saint-Élie   | 58° 49′ 46″ N, 136° 53′ 43″ O |
| Glacier LeConte       |              | Chaînons Boundary   | 56° 49′ 18″ N, 132° 21′ 53″ O |
| Glacier Lituya        |              | Chaînon Fairweather | 58° 44′ 07″ N, 137° 26′ 41″ O |
| Glacier Malaspina     |              | Chaîne Saint-Élie   | 59° 55′ 09″ N, 140° 31′ 58″ O |
| Glacier Matanuska     |              | Montagnes Chugach   | 61° 38′ 49″ N, 147° 34′ 56″ O |
| Glacier Meares        |              | Montagnes Chugach   | 61° 14′ 23″ N, 147° 25′ 03″ O |
| Glacier Mendenhall    |              | Chaînons Boundary   | 58° 27′ 00″ N, 134° 22′ 20″ O |
| Glacier Muir          |              | Chaîne Saint-Élie   | 59° 09′ 12″ N, 136° 23′ 24″ O |
| Glacier Nabesna       |              | Montagnes Wrangell  | 61° 56′ 00″ N, 143° 05′ 00″ O |
| Glacier Portage       |              | Montagnes Kenai     | 60° 43′ 38″ N, 148° 49′ 08″ O |
| Glacier Reid          |              | Chaîne Saint-Élie   | 58° 46′ 27″ N, 136° 48′ 23″ O |
| Glacier Riggs         |              | Chaîne Saint-Élie   | 59° 09′ 58″ N, 136° 14′ 38″ O |
| Glacier Ruth          |              | Chaîne d'Alaska     | 62° 45′ 55″ N, 150° 37′ 41″ O |
| Glacier Taku          |              | Chaînons Boundary   | 58° 27′ 49″ N, 134° 10′ 47″ O |
| Glacier Tazlina       |              | Montagnes Chugach   | 61° 35′ 16″ N, 146° 31′ 45″ O |
| Glacier Traleika      |              | Chaîne d'Alaska     | 63° 08′ 51″ N, 150° 46′ 48″ O |
| Glacier Tustumena     |              | Montagnes Kenai     | 59° 59′ 47″ N, 150° 21′ 34″ O |
| Glacier Worthington   |              | Montagnes Chugach   | 61° 10′ 13″ N, 145° 45′ 48″ O |
| Glacier Yahtse        |              | Montagnes Chugach   | 60° 18′ 20″ N, 141° 43′ 37″ O |